# مرثیه اوزاکا
مرثیهٔ اوزاکا (به ژاپنی: 浪華悲歌エレジー, Naniwa Erejī) (به انگلیسی: Osaka Elegy) یک فیلم سیاه و سفید در ژانر درام به کارگردانی کنجی میزوگوچی است که در سال ۱۹۳۶ منتشر شد. از بازیگران آن می‌توان به ایسوزو یامادا و تاکاشی شیمورا اشاره کرد.

## خلاصه داستان
«آیاکو» منشی یک شرکت داروسازی است که برای حمایت از خانواده‌اش، به ناچار با رئیس خود آقای «آسای» وارد رابطه‌ی پنهانی می‌شود...